# Кислята
Кислята (рос. Кислята) — присілок в Верхнєландеховському районі Івановської області Російської Федерації.
Населення становить 27 осіб. Входить до складу муніципального утворення Верхнєландеховське міське поселення.

## Історія
Від 2005 року входить до складу муніципального утворення Верхнєландеховське міське поселення.

## Населення
| 1859 | 1905 | 2010 |
| ---- | ---- | ---- |
| 94   | ↗102 | ↘27  |